# Grands lacs landais

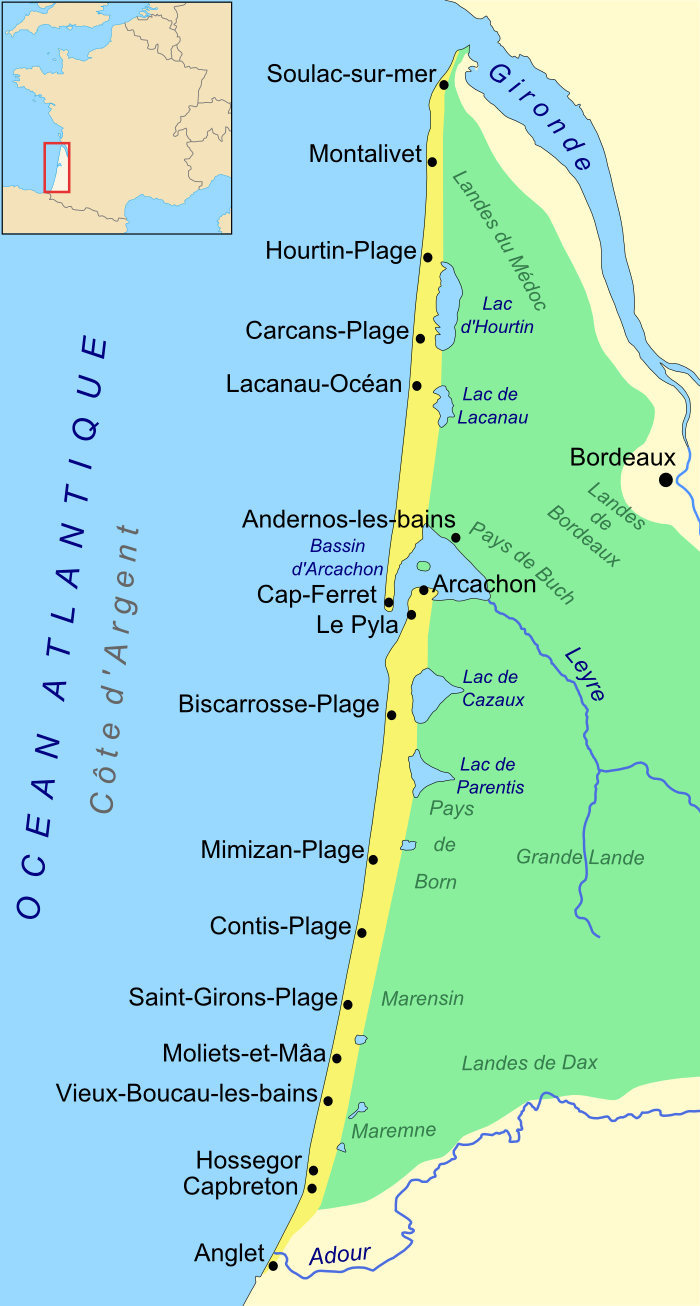
Les grands lacs landais.

Les grands lacs landais sont des lacs ou étangs situés le long du littoral aquitain, à l'arrière du cordon dunaire, dans le sud ouest de la France. Leur plan d'eau se trouve de 15 à 18 mètres au-dessus du niveau de l'océan.

## Présentation
Les grands lacs landais se situent dans les départements de la Gironde et des Landes, dans les Landes de Gascogne (plus précisément en Médoc, pays de Buch et pays de Born). 
Avec la formation des dunes de sable le long du littoral landais, empêchant les eaux de ruissellement de s'écouler vers l'océan, un chapelet de zones humides se crée (lacs, étangs, marais). Seul le bassin d'Arcachon, alimenté par la Leyre et diverses crastes, ne s'est pas refermé.
Jusqu'à la fin du Moyen Âge, les Landes sont une vaste zone humide, qui sera progressivement aménagée et asséchée. 

### Deux grands ensembles
Deux grands ensembles sont nés de ces formations, avec du nord au sud :
- le lac d'Hourtin et de Carcans (Gironde), relié par le canal des Étangs à l'étang de Lacanau (Gironde), lui-même relié au bassin d'Arcachon ;
- le lac de Cazaux et de Sanguinet (entre Gironde et Landes), relié par le canal des Landes au bassin d'Arcachon au nord et au lac de Biscarrosse et de Parentis (Landes) au sud (en contournement du petit étang de Biscarrosse (Landes), et lui-même relié par le courant de Sainte-Eulalie à l'étang d'Aureilhan (Landes) dont l'exutoire vers l'océan est le courant de Mimizan.

### Liste des lacs et étangs
Liste des lacs et étangs du littoral du nord au sud depuis la Gironde jusqu'à Bayonne.
- Lac d'Hourtin et de Carcans
- Étang de Cousseau
- Lac de Lacanau
- Étang de Lède basse
- Étang du Joncru
- Étang de Langouarde
- Bassin d'Arcachon
- Lac de Cazaux et de Sanguinet
- Petit étang de Biscarrosse
- Lac de Biscarrosse et de Parentis
- Lac d'Aureilhan
- Étang de Léon
- Étang de Moliets
- Étang de La Prade
- Étang de Soustons
- Étang d'Hardy
- Étang Blanc
- Lac d'Hossegor
- Marais d'Orx
- Étang d'Yrieux

### Classement
Du fait de leur grand intérêt biologique, ils font l'objet de mesures de protection diverses : site naturel classé ou inscrit, inventaire ZNIEFF, inscription au réseau Natura 2000, réserve naturelle nationale.